# Österreich-Tragant
Der Österreich-Tragant (Astragalus austriacus „österreichischer Tragant“) ist eine Pflanzenart aus der Gattung Tragant (Astragalus) innerhalb der Familie der Hülsenfrüchtler (Fabaceae). Sie ist von Südwest- über Mittel-, Südost-, Osteuropa, Sibirien und dem Kaukasusraum bis nach Mittelasien verbreitet.

## Beschreibung

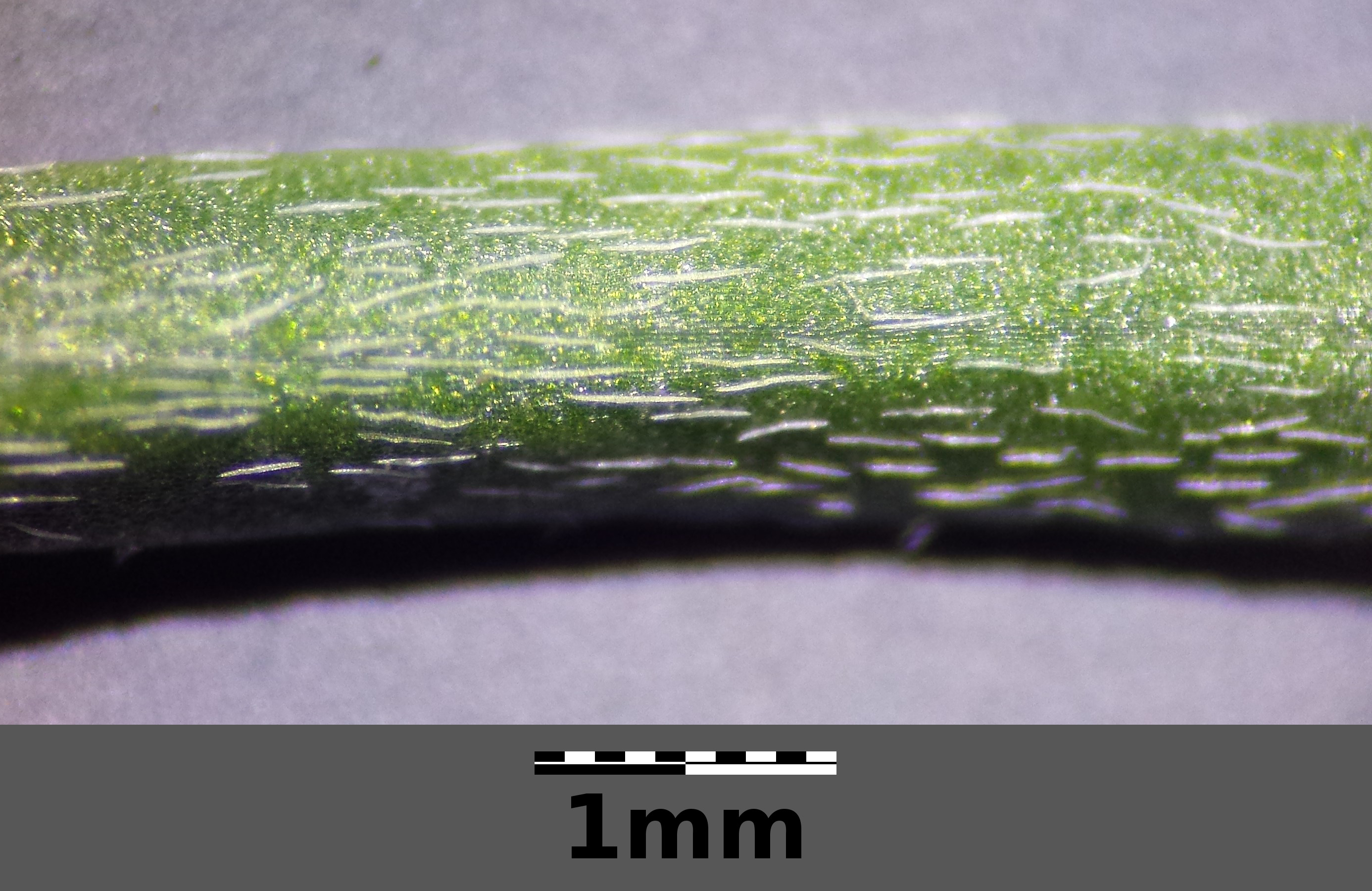
Die Blättchen sind mit Kompassnadelhaaren besetzt

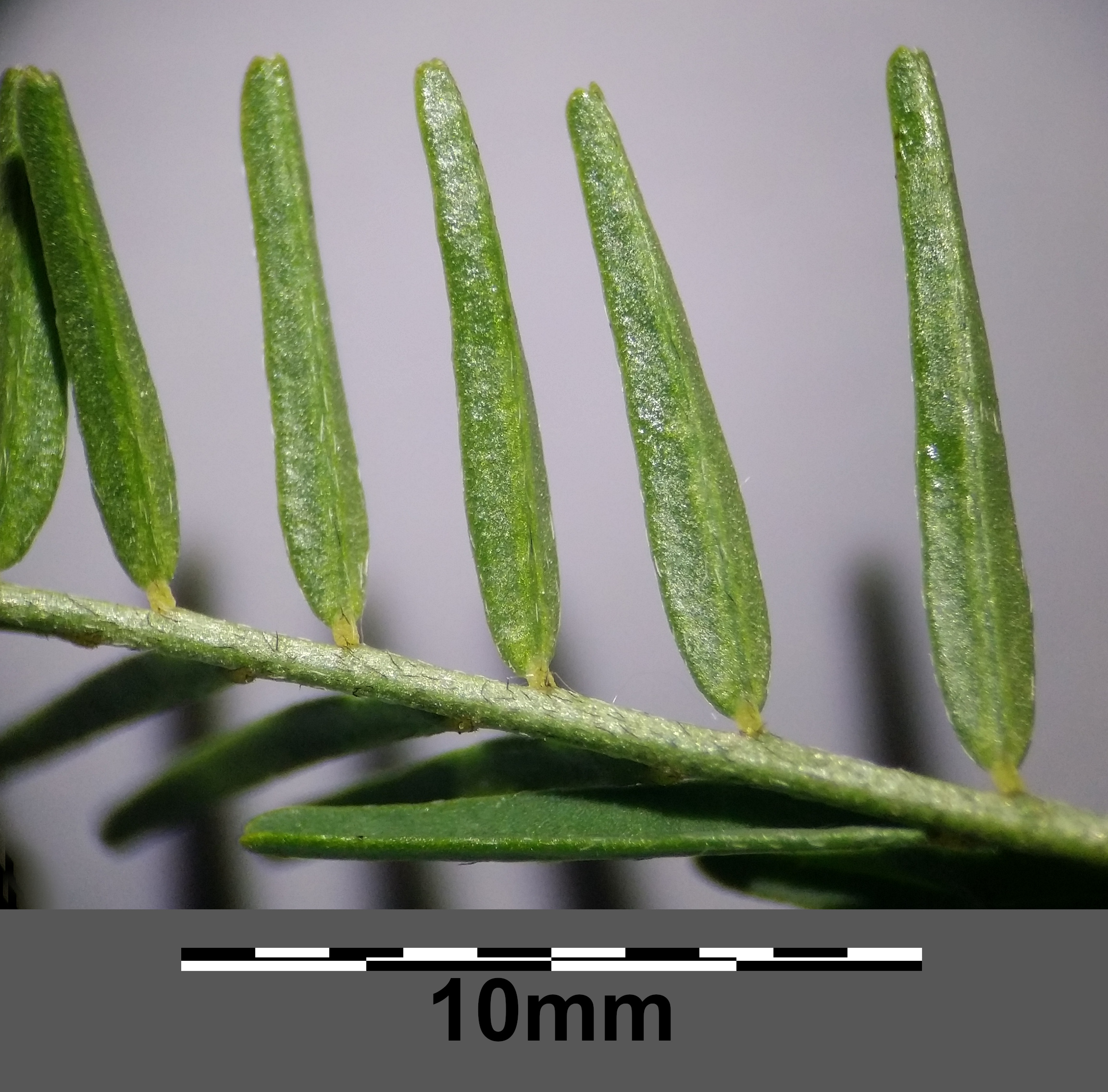
Ausschnitt eine Fiederblatts

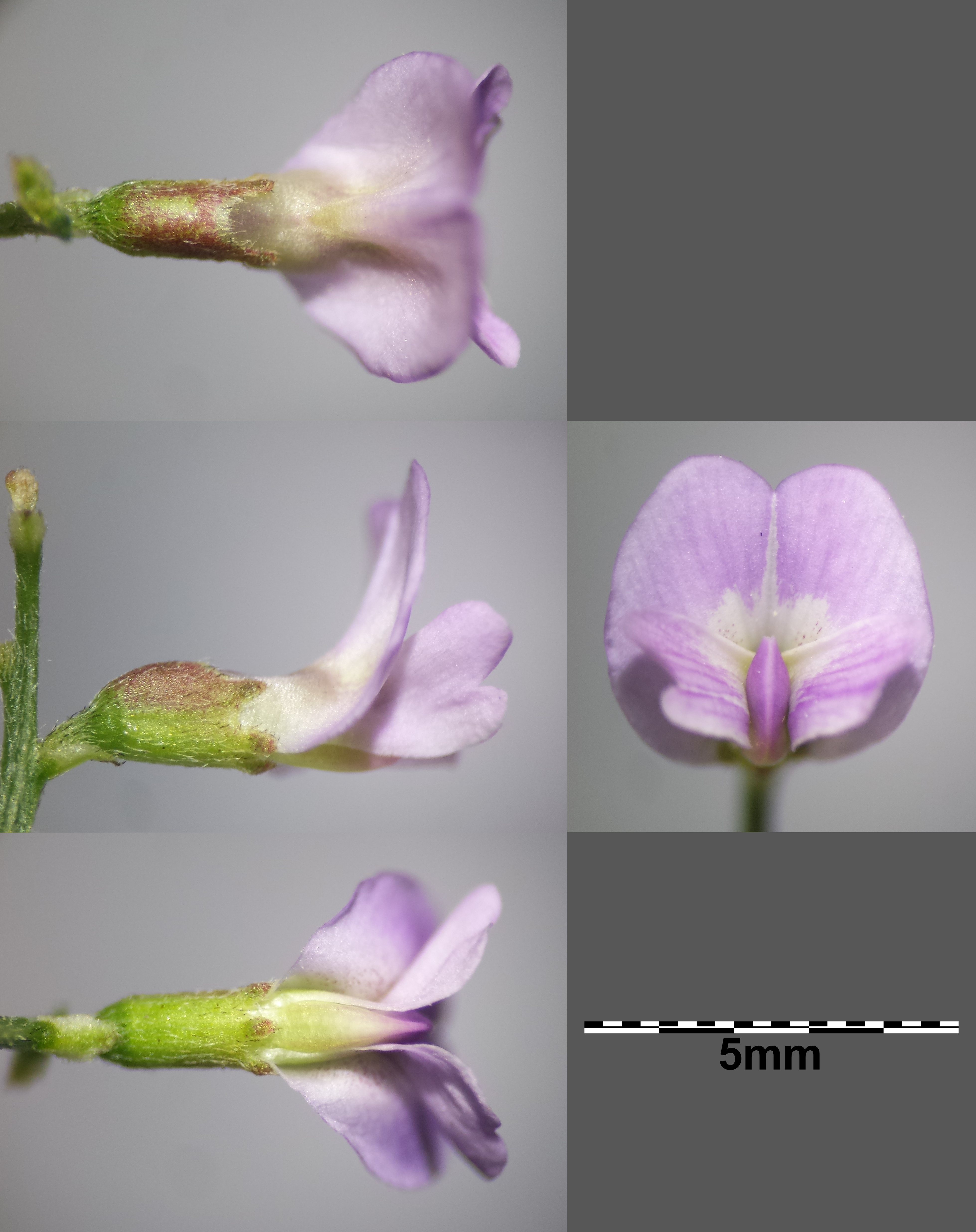
Blüte

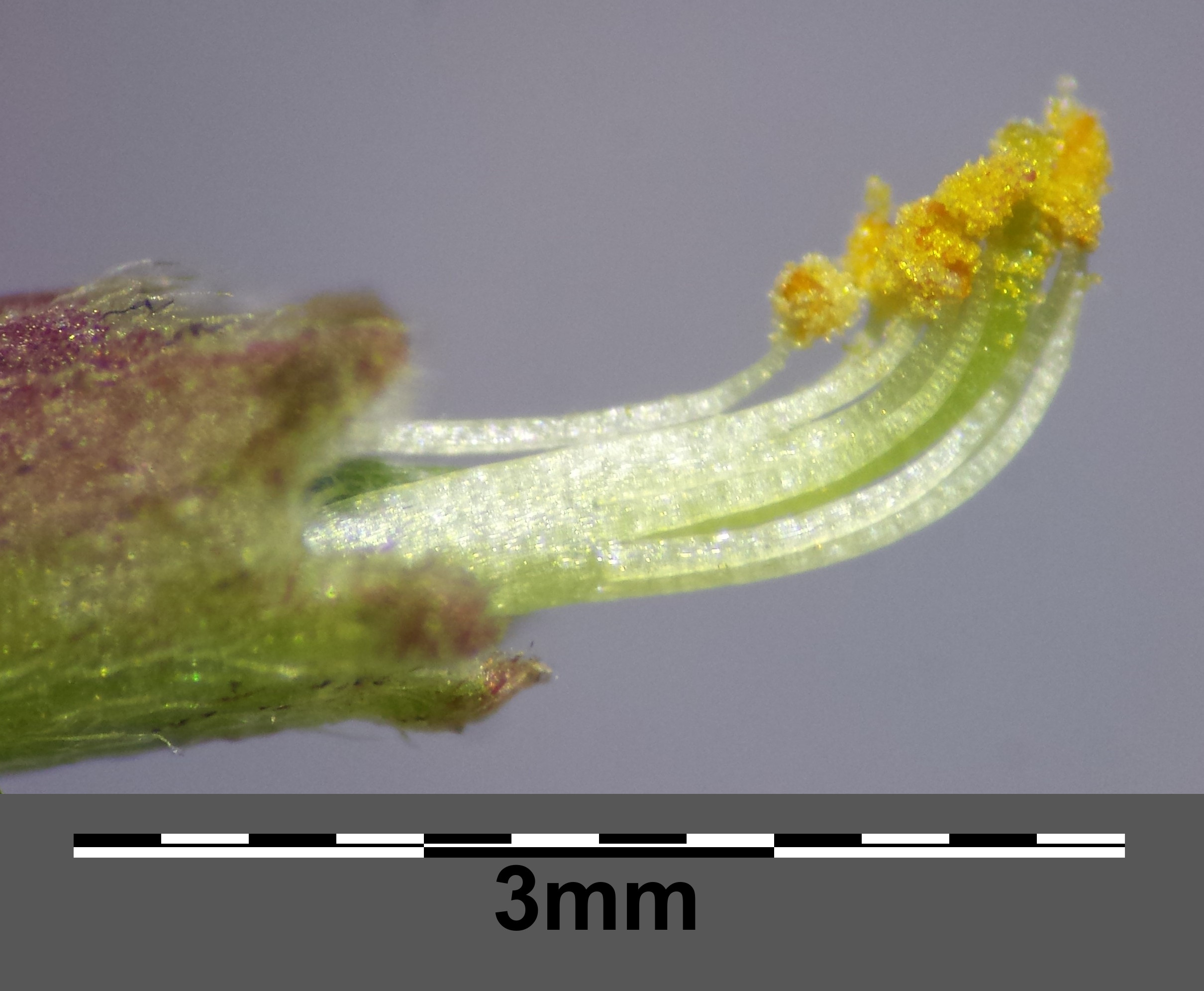
Die unteren Staubfäden sind zu einer Rinne verwachsen, der obere ist frei.

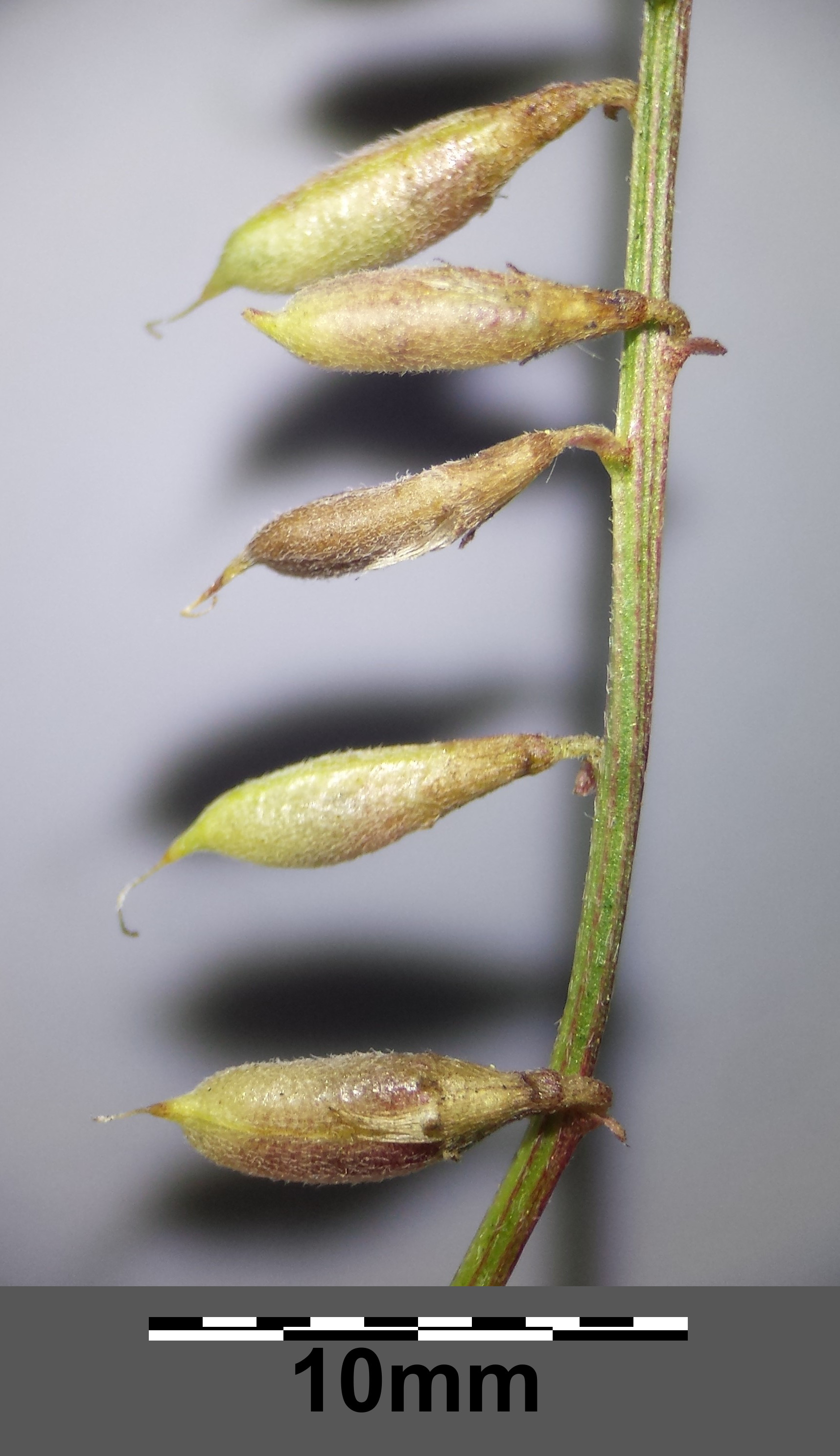
Fruchtstand

### Vegetative Merkmale
Der Österreich-Tragant wächst als ausdauernde krautige Pflanze und erreicht Wuchshöhen von meist 20 bis 30, manchmal auch bis 50 Zentimetern. Der niederliegende bis aufsteigende und aufrecht-abstehend verzweigte Stängel ist stielrund bis vierkantig und beblättert. Sowohl Stängel als auch Laubblätter sind mit Kompassnadelhaaren besetzt (Indument).
Die wechselständig angeordneten Laubblätter sind unpaarig mit fünf bis elf Paaren Fiederblättchen gefiedert und besitzen deutliche Endblättchen. Die Fiederblättchen sind bei einer Länge von 5 bis 15 Millimeter linealisch. Die Nebenblätter sind frei.

### Generative Merkmale
5 bis 25 abstehende bis nickende Blüten befinden sich in einem lockeren, traubigen Blütenstand. Das Deckblatt ist 0,5 bis 1 Millimeter lang.
Die zwittrigen Blüten sind bei einer Länge von 5 bis 8 Millimetern zygomorph und fünfzählig mit doppelter Blütenhülle. Die Kelchzähne sind stumpf-dreieckig und höchstens ein Viertel so lang wie die Kelchröhre. Die fünf Kronblätter sind hellblau-lila bis purpur-lila. Die Flügel sind deutlich ausgerandet und zweispaltig.
Die Hülsenfrucht ist hängend.

### Chromosomenzahl
Die Chromosomenzahl beträgt 2n = 16.

## Ökologie und Phänologie
Die Blühzeit dieses Hemikryptophyten reicht in Mitteleuropa von Mai bis Juni, manchmal bis September.

## Vorkommen und Gefährdung
Das Verbreitungsgebiet des Österreich-Tragant erstreckt sich von Südwest- über Mittel-, Südost-, Osteuropa, Sibirien und dem Kaukasusraum bis nach Mittelasien. Im deutschsprachigen Raum ist der Österreich-Tragant nur in Österreich heimisch.
In Österreich sind zerstreute Vorkommen nur aus dem pannonischen Gebiet der Bundesländer Wien, Niederösterreich und dem Burgenland bekannt. Der Österreich-Tragant gedeiht in Österreich und angrenzenden Gebieten meist in Halbtrockenrasen in der collinen Höhenstufe. In Österreich gilt der Österreich-Tragant als „gefährdet“.
Der Österreich-Tragant erreicht in den Kottischen Alpen Höhenlagen von 1200 bis 1400 Metern.

## Taxonomie
Die Erstveröffentlichung von Astragalus austriacus erfolgte 1762 durch Nikolaus Joseph von Jacquin in Enumeratio stirpium plerarumque, quae sponte crescunt in agro vindobonensi, montibusque confinibus, Seite 263.